# Certima nivisparsa
Certima nivisparsa är en fjärilsart som beskrevs av Thierry-mieg 1896. Certima nivisparsa ingår i släktet Certima och familjen mätare. Inga underarter finns listade i Catalogue of Life.